# Kyiv
Kyiv (укр. Київ) ― назва столиці України англійською мовою. В історії назва змінювалася.

## Етимологія
«Київ» (давньоруською мовою Кꙑєвь , староукраїнською Києвъ), ймовірно, залишок складової назви "Kyjevъ gordъ" (дослівно "замок Кия"), і асоціюється з Києм (укр. Кий), легендарним однойменним засновником міста.

## Історія
Русифікована назва Kiev ― найпоширеніша англійська назва міста. Назва Kyiv офіційно використовується Києвом і набуває все більшої популярності в англомовних джерелах.
Як видатне місто з довгою історією, його англійська назва піддавалась поступовій еволюції. Правопис Kiev було отримано з давньоруської форми Києв, також пишеться як Кꙑєвь/Кїєв.
Ранні англійські джерела використовували різні імена, включаючи Kiou, Kiow, Kiew, Kiovia . На одній з найдавніших англійських карт регіону ― Russiae, Moscoviae et Tartariae опублікованій Ортеліусом (Лондон, 1570) назва міста пишеться Kiou. На карті 1650 року Гійома де Боплана ім'я міста ― Kiiow, а регіон отримав назву Kÿowia. У книзі «Подорожі» Джозефа Маршалла (Лондон, 1772) місто називається Kiovia.
Англійською мовою, Kiev був використаний у друці ще в 1804 р. у "Новій карті Європи від новітніх авторитетів" Джона Кері в "Новому універсальному атласі " Кері, опублікованому в Лондоні. Подорож Мері Голдернесс «Нова Росія: подорож з Риги до Криму через Київ» була опублікована 1823 року. Оксфордський словник англійської мови включив Kiev у цитати до 1883 р. та Kyiv у 2018 р.

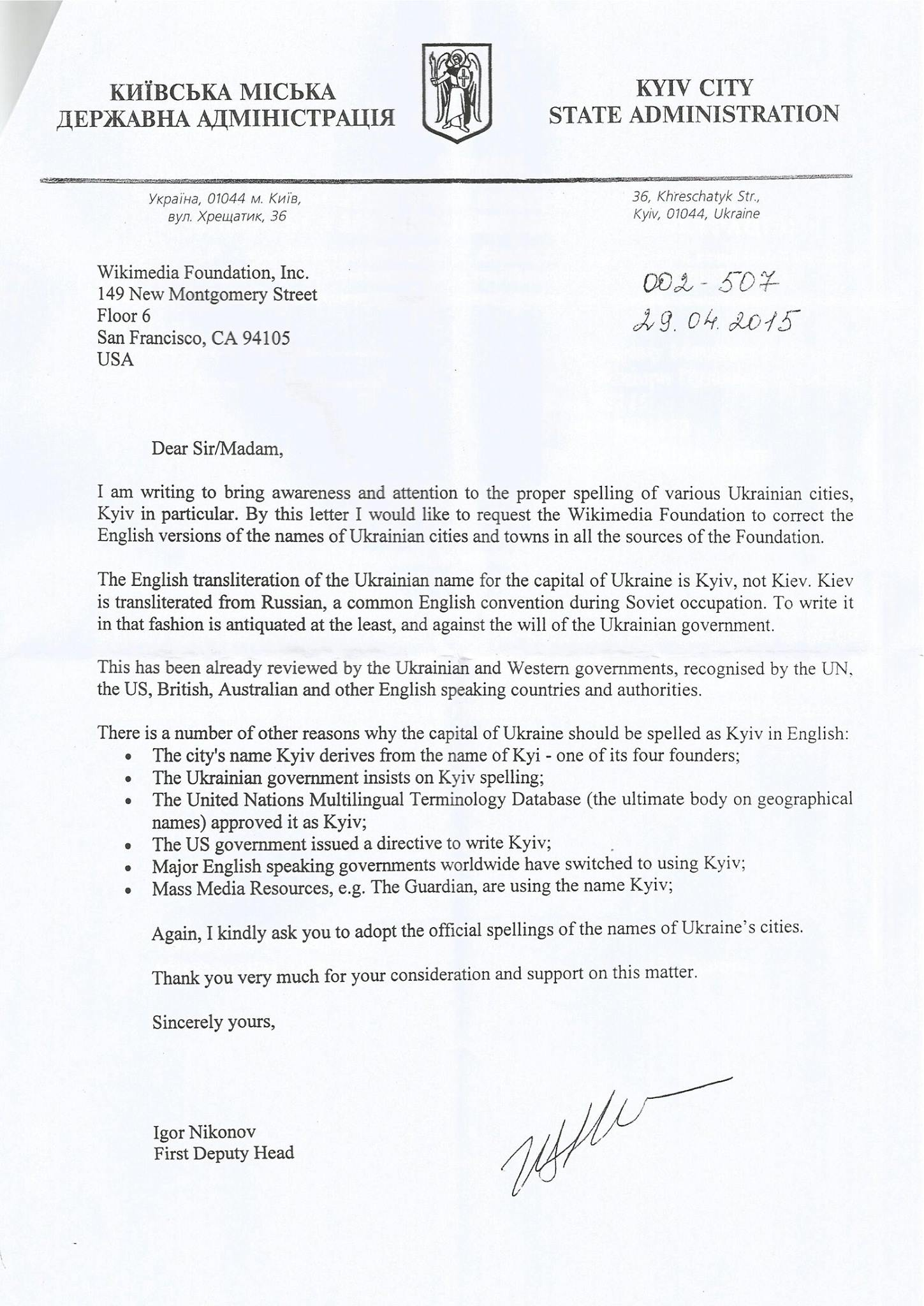
Офіційний запит Київської міської державної адміністрації щодо переходу Kiev до фонду Вікімедіа до Kyiv

## Сучасна українська назва
Kyiv ― латинізована версія назви міста, що використовується в сучасній українській мові. Після здобуття Україною незалежності 1991 р. Український уряд запровадив національні правила транслітерації географічних назв на латинський алфавіт для законодавчих та офіційних актів у жовтні 1995 р., згідно з яким українська назва Київ латинізувалася як Kyiv. Ці правила застосовуються до топонімів та адрес, а також особистих імен у паспортах, дорожніх знаках тощо. У 2018 році Міністерство закордонних справ України запустило онлайн-кампанію #CorrectUA, яка сприяє використанню державами та організаціями офіційних українських правописів замість "застарілих, радянських" топонімів. Через історичне походження від російської назви, Kiev непопулярним у багатьох західних ЗМІ після початку російсько-української війни.
До 2020 року правопис Kyiv замінив Kiev у всіх англомовних іноземних дипломатичних місіях та урядах в Європейському Союзі та інших міжнародних організаціях у багатьох основних посібниках щодо стилю медіа, а також у географічних покажчиках та атласах в усьому англомовному світі.
Альтернативні латинізації, що використовуються в англомовних джерелах, включають Kyïv (згідно з романізацією ALA – LC, що застосовується в бібліографічній каталогізації), Kyjiv (наукова транслітерація, що використовується в лінгвістиці), та Kyyiv (стандарт транслітерації BGN / PCGN 1965).
Міжнародна транслітерація з використанням ISO 9 ― Kiïv .